# Partido Nacional Republicano
Il Partido Nacional Republicano (in italiano Partito Nazionale Repubblicano) conosciuto anche come Partido Sidonista (in italiano Partito Sidonista), dal nome del suo fondatore Sidónio Pais, fu un partito politico attivo in Portogallo durante la prima repubblica.

## Storia
Il partito fu fondato da Pais poco prima delle elezioni dell'aprile 1918 dove i cittadini con diritto di voto furono chiamati alle urne per eleggere il Presidente della Repubblica e i membri della Camera dei Deputati e del Senato.
Il partito ottenne ottimi risultati: il fondatore Pais, fu eletto Presidente, considerando anche il fatto che era l'unico candidato, mentre alla Camera dei Deputati ottenne 108 dei 155 seggi e al Senato 32 dei 73.
Dopo l'assassinio di Pais nel dicembre 1918 il partito riuscì ad eleggere João do Canto e Castro alla Presidenza della Repubblica, ma cadde presto in declino unendosi definitivamente nel 1923 al Partito Repubblicano Liberale e al Partito Repubblicano per la Ricostituzione Nazionale per formare il Partito Nazionalista Repubblicano.

## Risultati elettorali

### Congresso della Repubblica
| Data | Voti             | %                | Deputati         | +/-              | Senatori         | +/-              | Esito            |
| ---- | ---------------- | ---------------- | ---------------- | ---------------- | ---------------- | ---------------- | ---------------- |
| 1918 | –                | 70,0             | 108 / 155        |                  | 32 / 73          |                  | Maggioranza      |
| 1919 | Nessun candidato | Nessun candidato | Nessun candidato | Nessun candidato | Nessun candidato | Nessun candidato | Nessun candidato |
| 1921 | Nessun candidato | Nessun candidato | Nessun candidato | Nessun candidato | Nessun candidato | Nessun candidato | Nessun candidato |
| 1922 | Nessun candidato | Nessun candidato | Nessun candidato | Nessun candidato | Nessun candidato | Nessun candidato | Nessun candidato |

### Elezioni presidenziali
| Data          | Candidato              | Esito  |
| ------------- | ---------------------- | ------ |
| Aprile 1918   | Sidónio Pais           | Eletto |
| Dicembre 1918 | João do Canto e Castro | Eletto |